# Stronger (Sugababes)
Stronger è un singolo del gruppo musicale pop britannico Sugababes, pubblicato l'11 novembre 2002 come doppia a-side con Angels with Dirty Faces dall'etichetta discografica Island.
La canzone è stata scritta dalle Sugababes insieme a Marius De Vries, Jony Rockstar e Felix Howard e prodotto da Rockstar.

## Tracce e formati
European CD Single 1
1. Stronger - 4:00
2. Angels With Dirty Faces (Audio Drive Remix) - 7:53
3. Stronger (Almighty Club Mix) - 8:02
4. Stronger (Video)

UK CD Single 2
1. Angels With Dirty Faces - 3:47
2. Stronger (Antoine909 Remix) - 7:35
3. Stronger (Live at Leeds University) - 4:12
4. Angels With Dirty Faces (Video)

## Classifiche
| Classifica          | Posizione raggiunta |
| ------------------- | ------------------- |
| Belgio (Vallonia)   | 5                   |
| Norvegia            | 6                   |
| Paesi Bassi         | 9                   |
| Danimarca           | 11                  |
| Classifica mondiale | 17                  |
| Belgio (Fiandre)    | 20                  |
| Svezia              | 23                  |
| Svizzera            | 23                  |
| Germania            | 38                  |
| Austria             | 41                  |